# Torupilli
Torupilli is een subdistrict of wijk (Estisch: asum) binnen het stadsdistrict Kesklinn in Tallinn, de hoofdstad van Estland.  De wijk telde 3.961 inwoners op 1 januari 2020. Ze grenst vanaf het noorden met de wijzers van de klok mee aan de wijken Raua, Kadriorg, Sikupilli, Juhkentali, Keldrimäe, Maakri en Kompassi.

## Geschiedenis

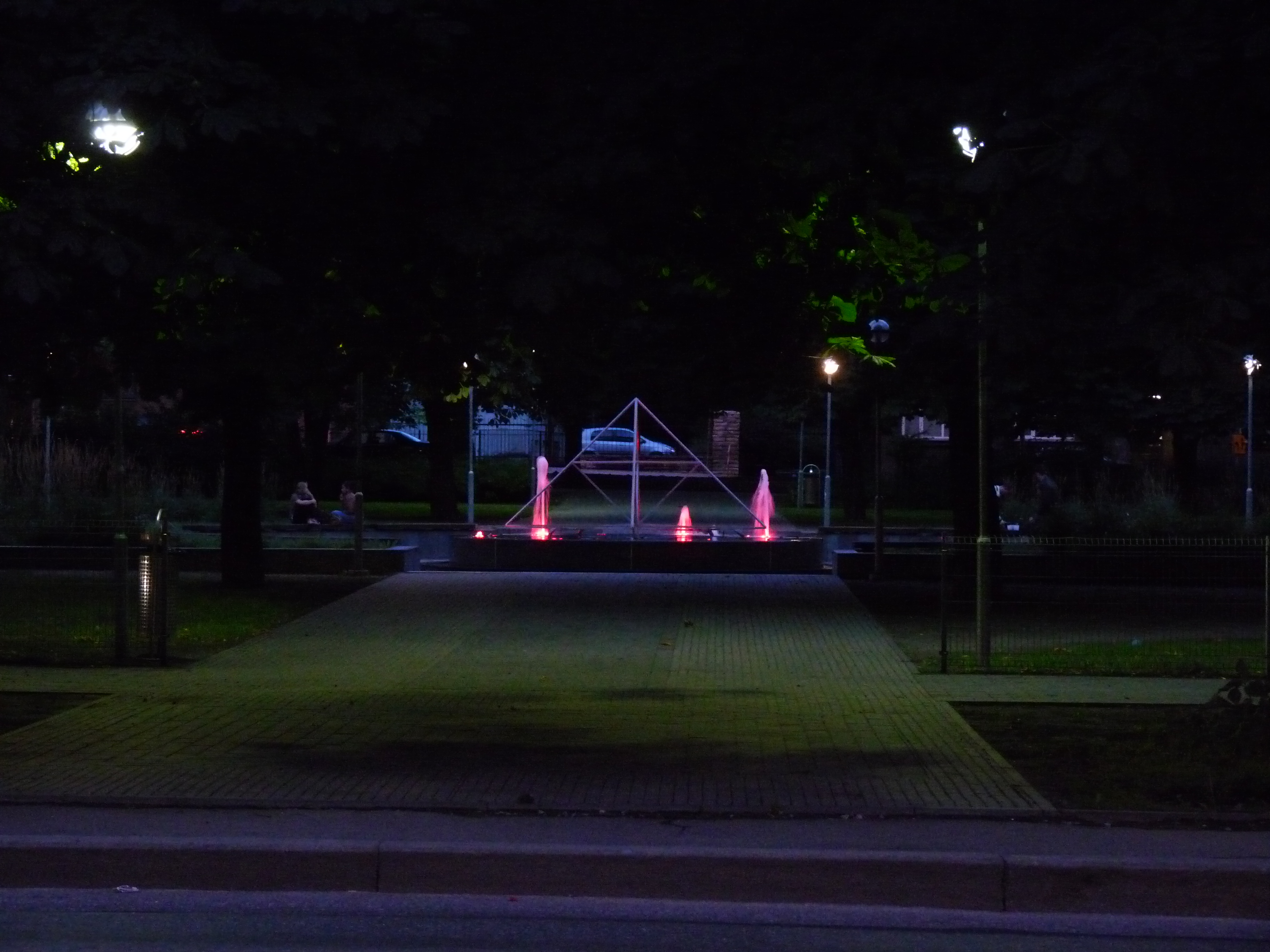
Fontein in het Politsei park

De naam van de wijk is afgeleid van het woord torupill dat een Estische doedelzak aanduidt. De naam komt van een herberg die zo heette, die aan de Tartu maantee lag en voor het eerst vermeld werd in een geschrift uit 1803. Het is goed mogelijk dat dit dezelfde herberg was waaraan de aangrenzende wijk Sikupilli haar naam ontleent; dat is een ander woord voor ‘doedelzak’.
De wegen aan de noord- en de zuidgrens van de wijk, Gonsiori tänav en Tartu maantee, waren belangrijke verbindingswegen naar Vanalinn, het oude centrum van de stad. De eerste huizen in de wijk werden langs deze wegen gebouwd. Vanaf het begin van de 18e eeuw verrezen ook in het tussengelegen gebied enkele huizen, vooral van marineofficieren. Tsaar Peter de Grote had immers besloten van Tallinn een vlootbasis te maken. De wijk bestond verder grotendeels uit groentetuinen.
Rond 1900 begon men de wijk langzamerhand vol te bouwen. Aanvankelijk met Jugendstilhuizen, na de Eerste Wereldoorlog met appartementencomplexen opgetrokken uit hout, maar met een centraal trappenhuis van steen. In de jaren dertig werden de appartementencomplexen geheel van steen. Ze telden tussen vier en zes verdiepingen.

## Voorzieningen
In de noordwestpunt van de wijk ligt het 2,25 ha. grote Politsei park (‘Politiepark’). Hier had de politie van Tallinn vroeger een groentetuin. Het park heeft een speeltuin, een skatebaan en een paar fonteinen. Op een steenworp afstand van het park lag het luxueuze Reval Park Hotel & Casino, dat in 2013 gesloten is en is vervangen door een hotel van de keten Hilton Worldwide. Het ‘Hilton Tallinn Park’ ging open in 2016. De wijk heeft ook eenvoudiger hotels.
De wijk heeft een Russischtalige middelbare school, het Tallinna Kesklinna Vene Gümnaasium, dat gesticht is in 1923. Een andere middelbare school is het Kadrioru Saksa Gümnaasium, waar Duits als tweede taal naast Estisch wordt onderwezen. Het einddiploma biedt zonder verdere taaltest toegang tot Duitstalige universiteiten.

## Vervoer
De grenzen van de wijk lopen langs de wegen Gonsiori tänav, Lasnamäe tänav, Tartu maantee en Liivalaia tänav (die overgaat in de Pronksi tänav). De Laagna tee, de grote verkeersweg die dwars door het stadsdistrict Lasnamäe loopt, begint in Torupilli.
Over de Tartu maantee en de Lasnamäe tänav lopen de tramlijnen 2 (Kopli-Ülemiste) en 4 (Tondi-Ülemiste). Verder wordt Torupilli bediend door een aantal buslijnen.

## Afbeeldingen

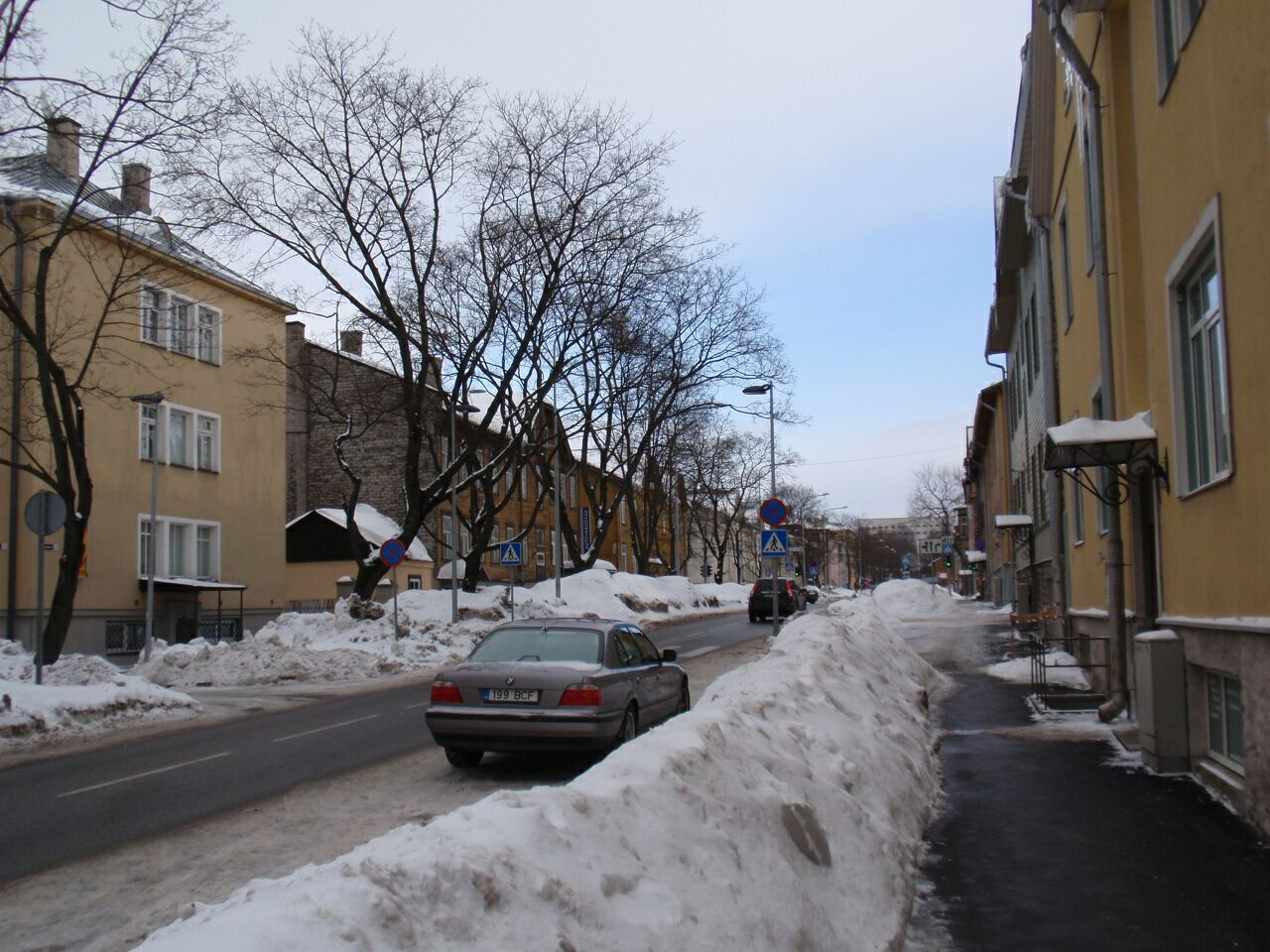
De Juhan Kunderi tänav
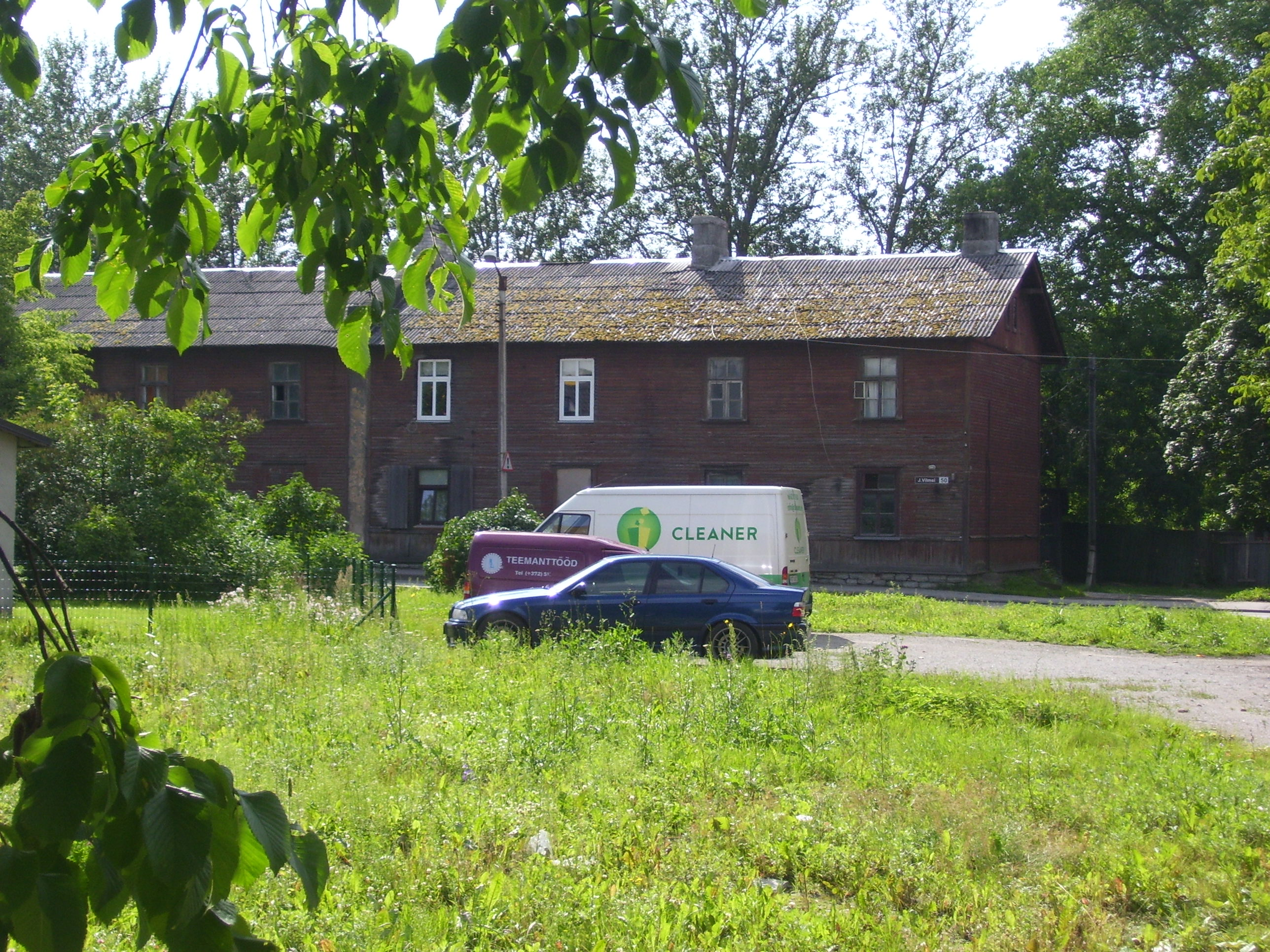
Houten huizen aan de Jüri Vilmsi tänav
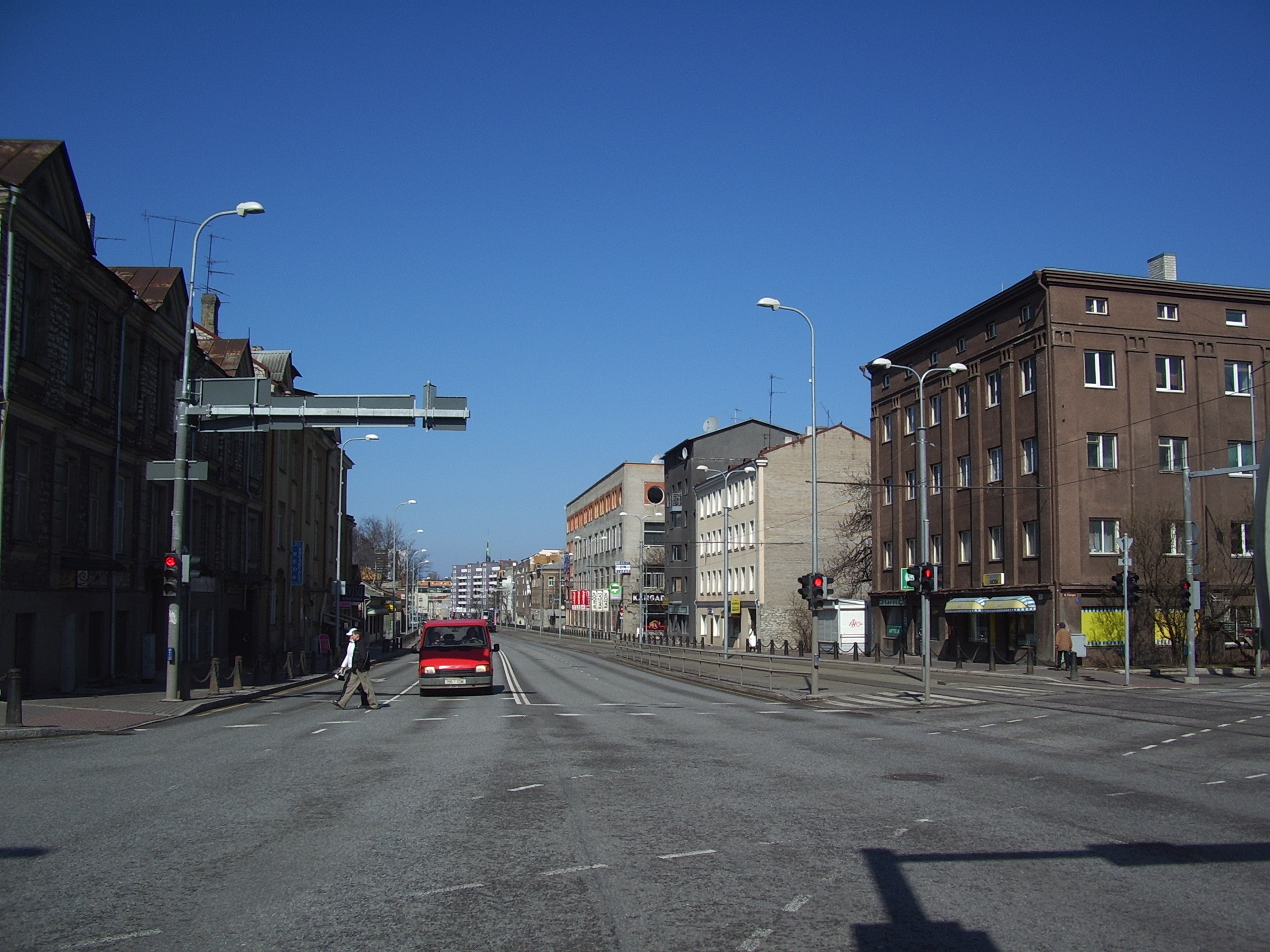
De Tartu maantee
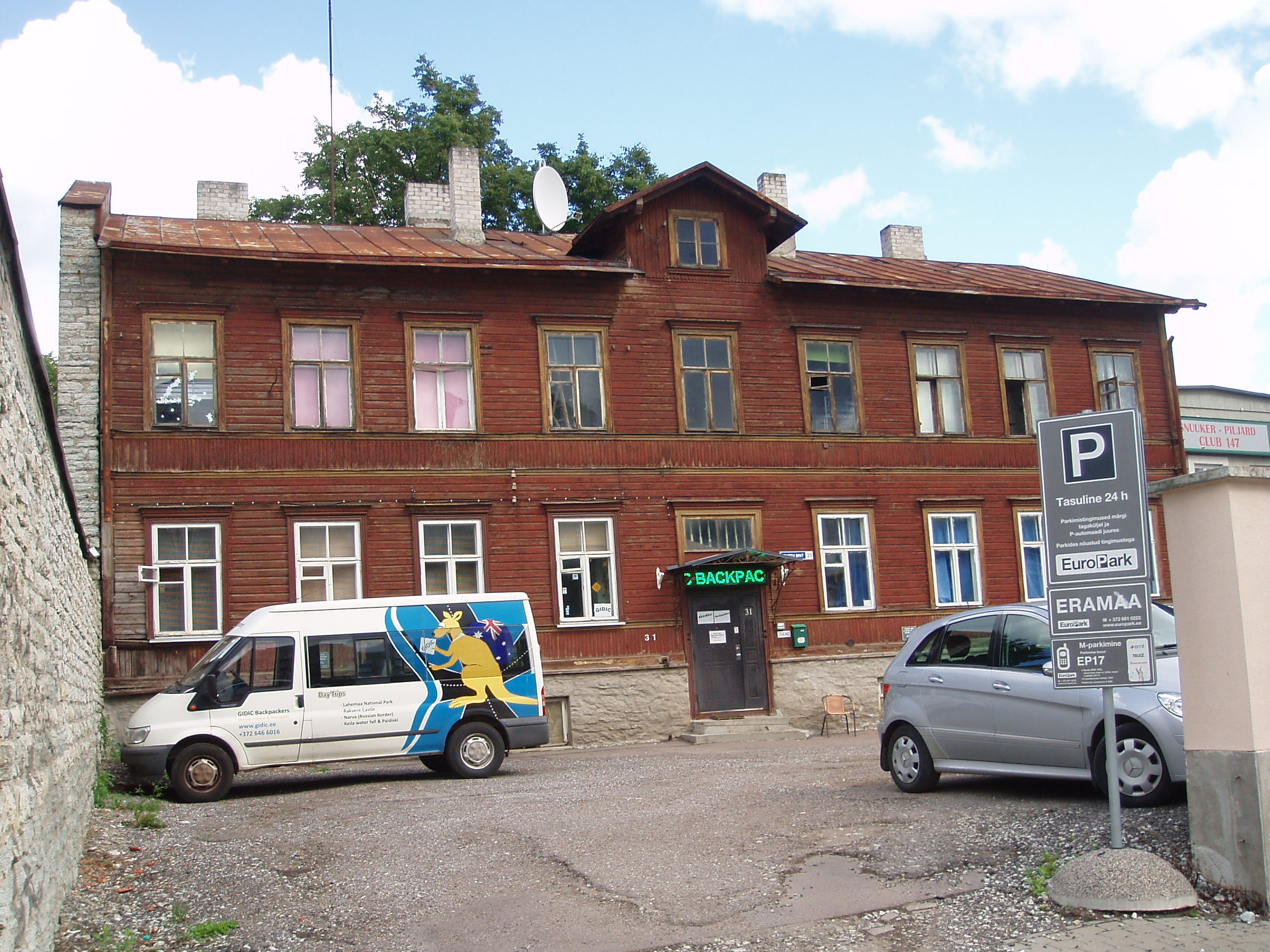
Hotel voor ‘backpackers’
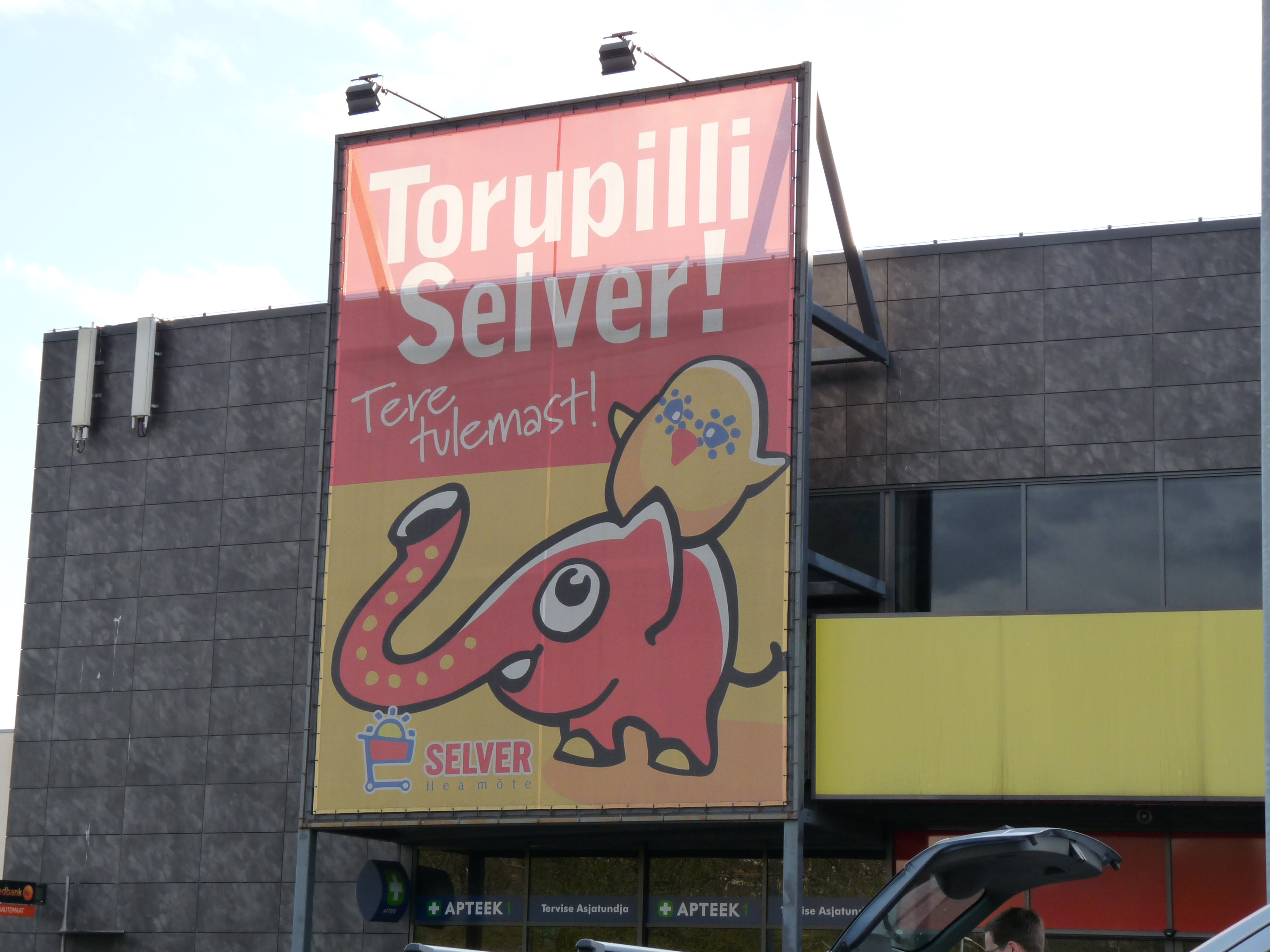
Supermarkt van de keten Selver
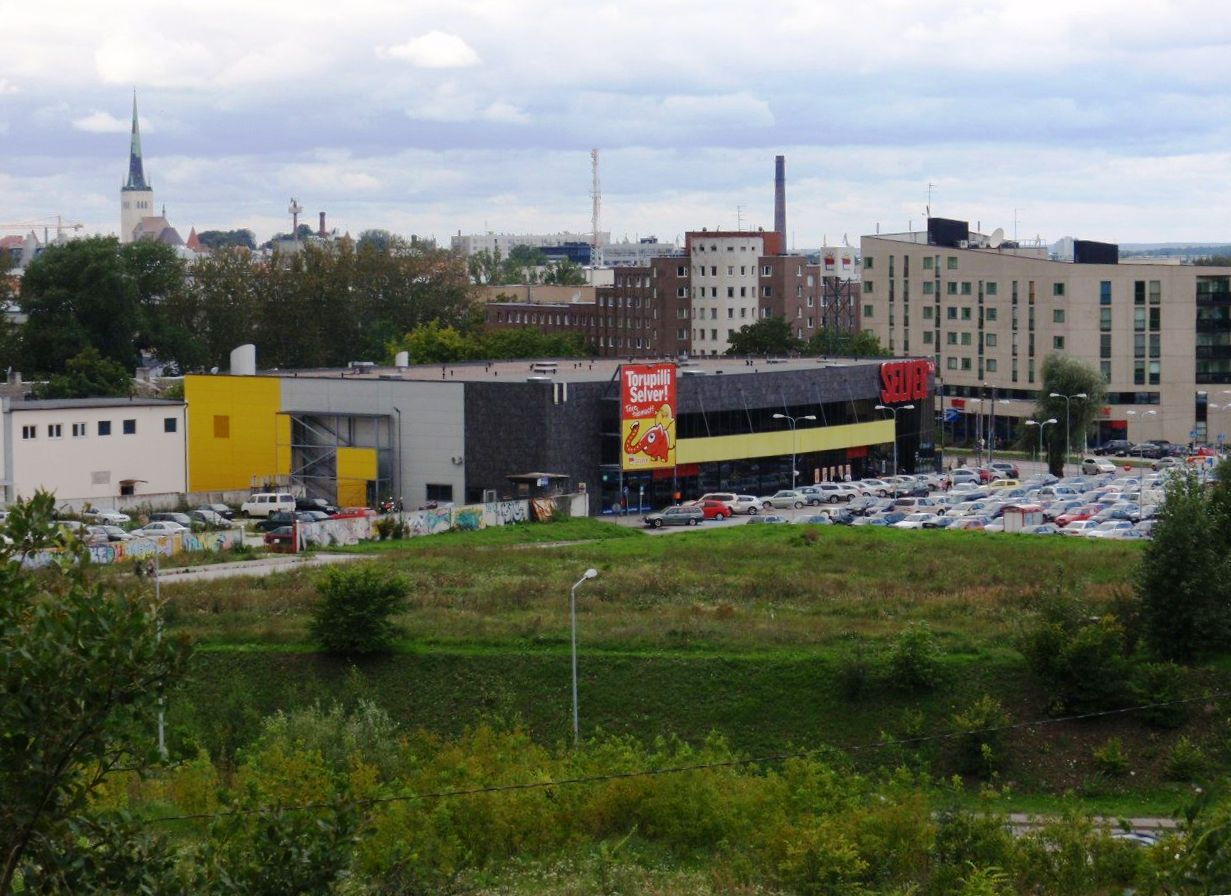
Het terrein van de supermarkt, met op de achtergrond de torens van de oude binnenstad